# Tamás Buday
Tamás Buday, född den 5 juli 1952 i Budapest, Ungern, är en ungersk kanotist.
Han tog OS-brons i C-2 1000 meter och OS-brons i C-2 500 meter i samband med de olympiska kanottävlingarna 1976 i Montréal.